# دروژبیتسه
دروژبیتسه (به لهستانی:  Drużbice) یک روستا در لهستان است که در گمینا دروژبیتسه واقع شده‌است. دروژبیتسه ۵۳۰ نفر جمعیت دارد.